# Laura Ramos (escritora)
Laura Elisa Ramos (Buenos Aires, años 1960) es una escritora y periodista argentina. Se ha desempeñado como periodista en diferentes medios nacionales como los diarios Clarín y Página/12, entre otros.
Desde hace ya hace varios años se encuentra dedicada a escribir libros en los que trabaja el cruce de géneros: la biografía, la crónica, el ensayo y la autobiografía.
Su columna en el diario Clarín, «Buenos Aires me mata», tuvo una influencia decisiva en la nueva crónica y literatura argentina.

## Biografía
Hija de Fabriciana Carvallo, feminista y militante de la Izquierda Nacional más conocida por su diminutivo Faby Carvallo, y del historiador y dos veces candidato a presidente, Jorge Abelardo Ramos (1921-1994). Sus padres eran militantes del Frente de Izquierda Popular (FIP), fundado por su padre, por lo que Laura Ramos conoció desde su infancia los avatares de una familia con participación política. Debido a esto su familia se trasladó a Montevideo (Uruguay), donde vivió por varios años, junto con su hermano Víctor Jorge Ramos (n. 1954) y su madre.
A mediados de los ochenta, inició su carrera como periodista trabajando de correctora en la Editorial Perfil y luego como periodista. Se desempeñó, más tarde, como redactora del diario La Razón.
Fue colaboradora de Página/12 y editora de la revista El Periodista.
Sus columnas dominicales en el diario Clarín (entre 1991 y 1994) han tenido una influencia perdurable en la escritura periodística argentina.
El primer libro que escribió, y que fue reeditado once veces, fue Corazones en llamas, en coautoría con Cynthia Leibowics, donde se retrata la historia del rock argentino de los ochenta.
Una de sus obras fue llevada al cine por el cineasta español Beda Docampo Feijóo (n. 1948), en el filme Buenos Aires me mata.
Laura Ramos trabaja con el cruce entre diversos géneros literarios, como biografía, ensayo, reflexión crítica y autobiografía.
Las historias de mujeres no le son ajenas, ni tampoco las ideas feministas, en lo que fue influenciada por su madre:
«Porque mi madre era una furiosa feminista, estaba con grupos con María Elena Walsh y otras mujeres del feminismo de esa época de ellos, de los 60. Y bueno, yo tenía una educación feminista desde muy chiquita».
Sin embargo, se reconoce principalmente como una escritora: «Quiero sumergirme de una vez y para siempre en el siglo XIX, mi siglo, mi espacio, mi hogar”.

## Obra

### Algunas publicaciones
- Corazones en llamas, en coautoría con Cynthia Leibowics (Clarín-Aguilar, 1991)
- Buenos Aires me mata (Sudamericana, 1993)
- Ciudad Paraíso (Clarín-Aguilar, 1996)
- Diario íntimo de una niña anticuada (Sudamericana, 2002)
- La niña guerrera (Planeta, 2010)
- Infernales. La hermandad Brontë (Taurus, 2018)
- Las señoritas. Historia de las maestras estadounidenses que Sarmiento trajo a la Argentina en el siglo XIX. (Lumen, 2018)